# Dear John (album)
Dear John is het tweede album van de Nederlandse zangeres Ilse DeLange. Het album bevat een live registratie van de Marlboro Flashbacks Tour in 1999, waarbij zij uitsluitend nummers van John Hiatt vertolkte. De plaat werd bekroond met eenmaal platina.

## Composities
1. It'll Come to You - 4:07
2. Child of the Wild Blue Yonder - 4:11
3. Angel Eyes - 6:19
4. Inside Job - 7:10
5. Riding with the King - 4:44
6. Sure Pinocchio - 4:56
7. Feels Like Rain - 10:20
8. Back of My Mind - 5:19
9. Have a Little Faith in Me - 14:44